# Britannia Royal Naval College
Britannia Royal Naval College (BRNC), comunemente noto come Dartmouth, è l'istituzione iniziale di addestramento ufficiale della Royal Navy. Si trova su una collina che domina il porto di Dartmouth, nel Devon, in Inghilterra. L'addestramento degli ufficiali della Royal Naval si è svolto a Dartmouth dal 1863. Gli edifici dell'attuale campus sono stati completati nel 1905. Gli studenti precedenti vivevano in due baracche di legno ormeggiate nel fiume Dart.
Dal 1998, BRNC è l'unico centro per l'addestramento degli allievi ufficiali della Royal Navy.

## Storia
L'addestramento degli ufficiali navali a Dartmouth risale al 1863, quando il boulevard HMS Britannia fu spostato da Portland e ormeggiato nel fiume Dart per fungere da base. Nel 1864, dopo un afflusso di nuove reclute, la Britannia fu integrata da HMS Hindostan. Prima di questo, una Royal Naval Academy (in seguito Royal Naval College) aveva operato per oltre un secolo dal 1733 al 1837 a Portsmouth, una grande installazione navale. L'originale Britannia fu sostituita dal Principe di Galles nel 1869, che fu ribattezzato Britannia. La prima pietra per un nuovo edificio al college fu posta dal re Edoardo VII nel marzo del 1902. Sir Aston Webb progettò il college a terra a Dartmouth, costruito da Higgs e Hill e praticamente completato nel 1905.Il primo periodo di cadetti è entrato nella R.N. Il college Osborne fu trasferito a Dartmouth nel settembre del 1905."Il centro di formazione Britannia è stato chiuso allo stesso tempo. I cadetti sotto istruzione furono imbarcati su due incrociatori per completare il loro programma sotto il vecchio sistema. La sede degli incrociatori fu stabilita a Bermuda, dove erano stati fatti gli opportuni accorgimenti per ospitare i cadetti. I cadetti entrati a settembre sotto il vecchio sistema, e quelli entrati nel gennaio 1906 (l'ultimo ad essere entrati così), furono ricevuti al Royal Naval College di Dartmouth, dove furono istruiti, per quanto possibile, a fianco del cadetti trasferiti da Osborne.
Il college era originariamente noto come Royal Naval College, Dartmouth (BRNC). In quanto stabilimento di una base navale della Royal Naval, fu in seguito conosciuto anche con il nome di nave HMS Britannia (una nave da guerra chiamata Britannia operò dal 1904 al 1918). Il college fu nominato (nome di nave: HMS Dartmouth) nel 1953, quando il nome Britannia fu dato allo yacht reale HMY Britannia, lanciato di recente. La nave da addestramento ormeggiata nel fiume Dart a Sandquay, attualmente l'ex cacciatore di mine della classe Sandown HMS Cromer, continua a portare il nome Hindostan.Originariamente, i cadetti si erano uniti al Royal Naval College, Osborne, all'età di 13 anni per due anni di studio e di lavoro prima di unirsi a Dartmouth. Lì studiarono lì per quattro anni prima di iniziare l'addestramento sul mare all'età di 17 anni. RNC Osborne chiuse nel 1923. L'età di ingresso per il Naval College fu cambiata in 16 nel 1948, e in 17 e 6 mesi nel 1955. Fino al 1941, Dartmouth era in effettuare un collegio specializzato, con i genitori che pagano le tasse per lezioni e consiglio di amministrazione. Durante la Seconda Guerra Mondiale, dopo che sei aerei Focke-Wulf bombardarono il Collegio nel settembre 1942, studenti e personale trasferirono attività a Eaton Hall nel Cheshire fino all'autunno del 1946. Due bombe erano penetrate nel blocco principale del Collegio, causando danni al ponte e stanze circostanti.

## Il college oggi
All'inizio del XXI secolo, i cadetti ufficiali, come sono conosciuti fino a quando non passano dal college, possono unirsi tra i 18 ei 32 anni. Mentre la maggior parte dei cadetti si unisce al BRNC dopo aver finito l'università, alcuni si uniscono direttamente alla scuola secondaria. Tutti spendono tra le 30 e le 49 settimane al college, a seconda della specializzazione. Un grande contingente di studenti stranieri e del Commonwealth fa parte del corpo studentesco. La Royal Fleet Auxiliary invia i suoi cadetti ufficiali a BRNC per un corso di addestramento di 8 settimane per gli ufficiali iniziali, prima di iniziare in un college marittimo. Dopo le chiusure del Royal Naval Engineering College, Manadon, nel 1994 e del Royal Naval College di Greenwich, nel 1998, BRNC è l'unico college navale del Regno Unito. Un po' 'rimosso dagli edifici principali è Sandquay, che è al di sotto del college sul fiume Dart. Viene utilizzato principalmente per l'addestramento di navigazione e di gestione della barca. I cadetti devono sapere che ci sono 187 passi dal college a Sandquay.